# Cshongdam-tong 111
A Cshongdam-tong 111 (hangul: 청담동 111, RR: Cheongdam-dong 111) a dél-koreai tvN csatorna által 2013. november 21. és 2014. január 9. között vetített valóságshow, mely az FNC Entertainment szórakoztatóipari vállalat és zenei kiadó mindennapjait mutatja be nyolc részben. A műsor címe Szöul Kangnam (Gangnam) kerületének Cshongdam-tong (Cheongdam-dong) negyedéről kapta a nevét, ahol az FNC Entertainment székháza található.

## Történet
A műsor bár valóságshow-alapokon nyugszik, nem teljesen valós idejű eseményeket mutat be. Az FNC-nél valóban megtörtént események dramatizáltabb formában kerülnek képernyőre, de a dialógusok valódiak.

## Szereplők
- Az F.T. Island együttes tagjai
- A CN Blue együttes tagjai
- Az AOA együttes tagjai
- Az N.Flying együttes tagjai
- Juniel
- Han Szungho (한성호, Han Seung-ho), CEO, akit I Honggi (Lee Hong-gi) mindig átver[3]
- Kim Jongszon (김영선, Kim Yeong-seon), a művészekért felelős igazgató, a szigorú „boszorkány”[3]
- az együttesek menedzserei
- az FNC színészei közül többen

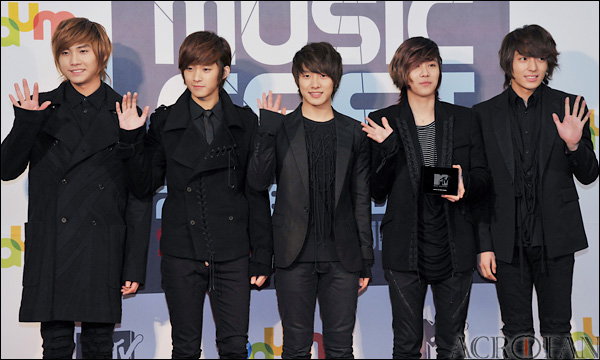
F.T. Island
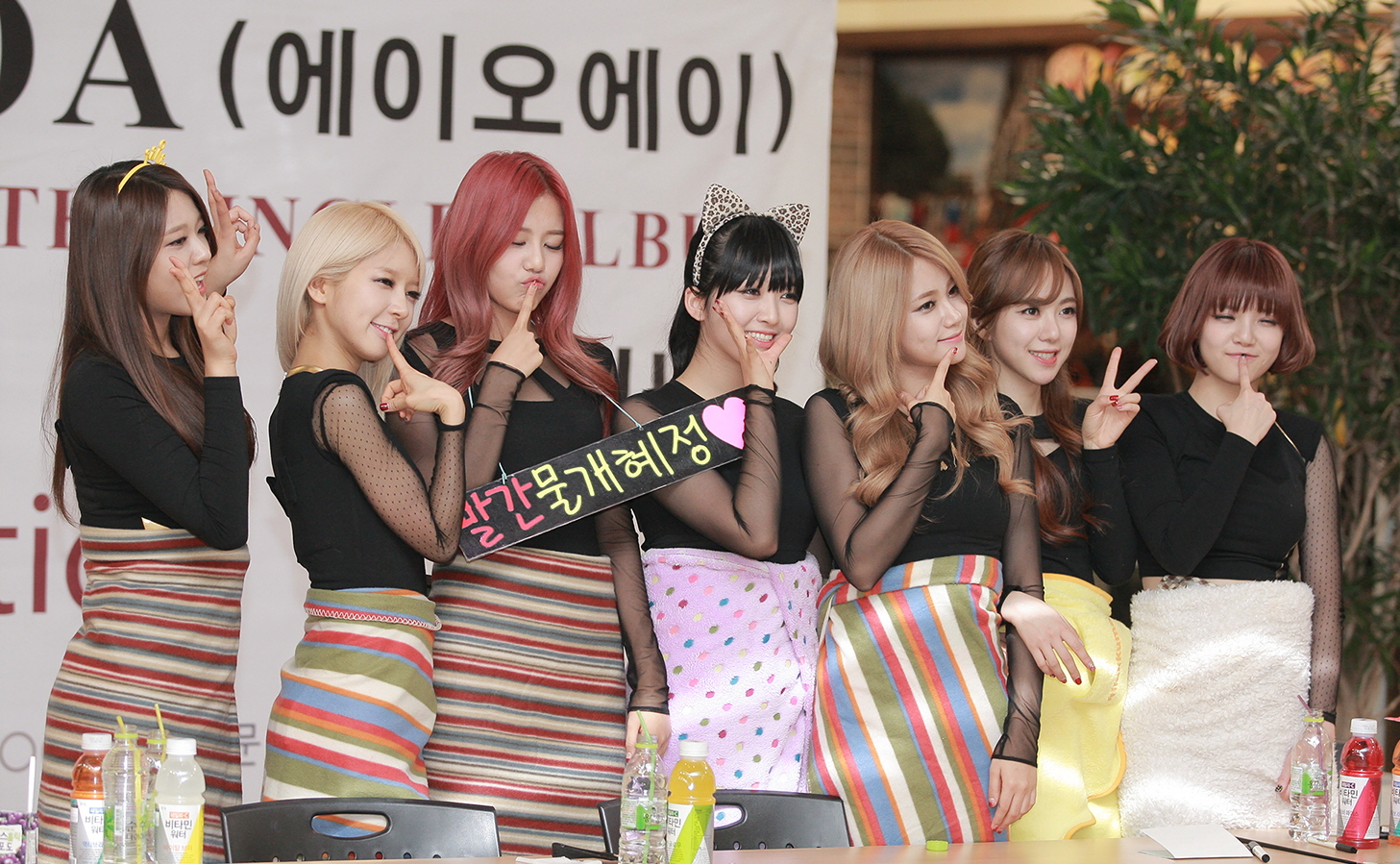
AOA
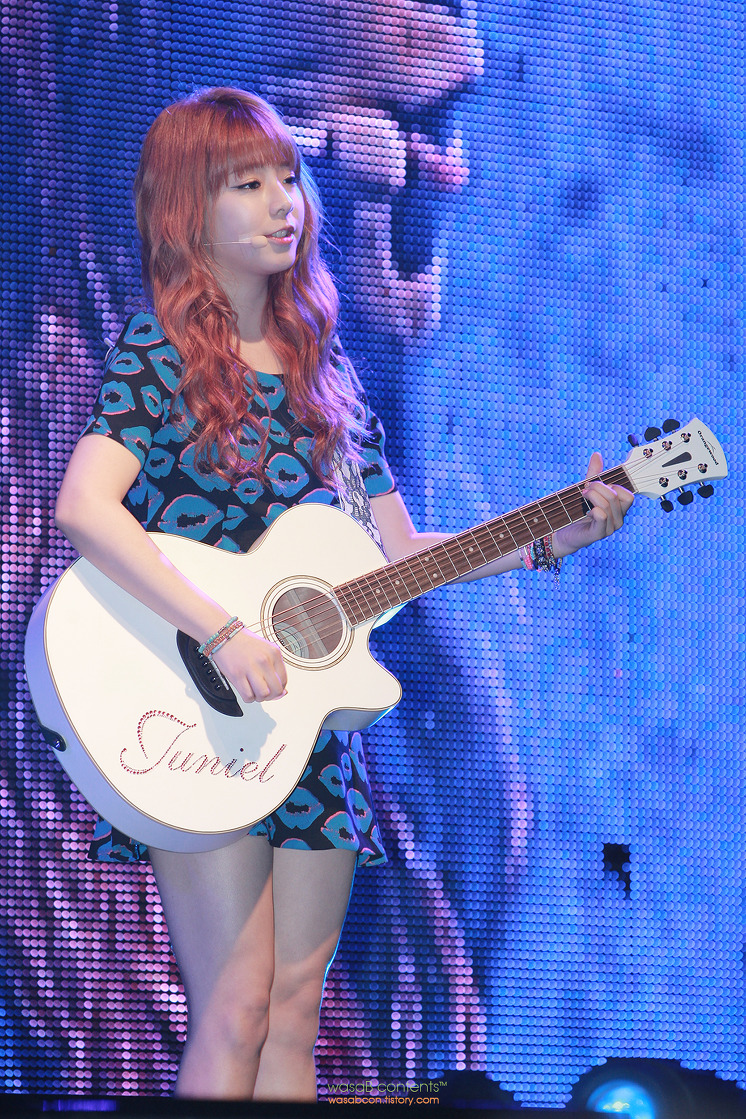
Juniel